# 库默斯多夫

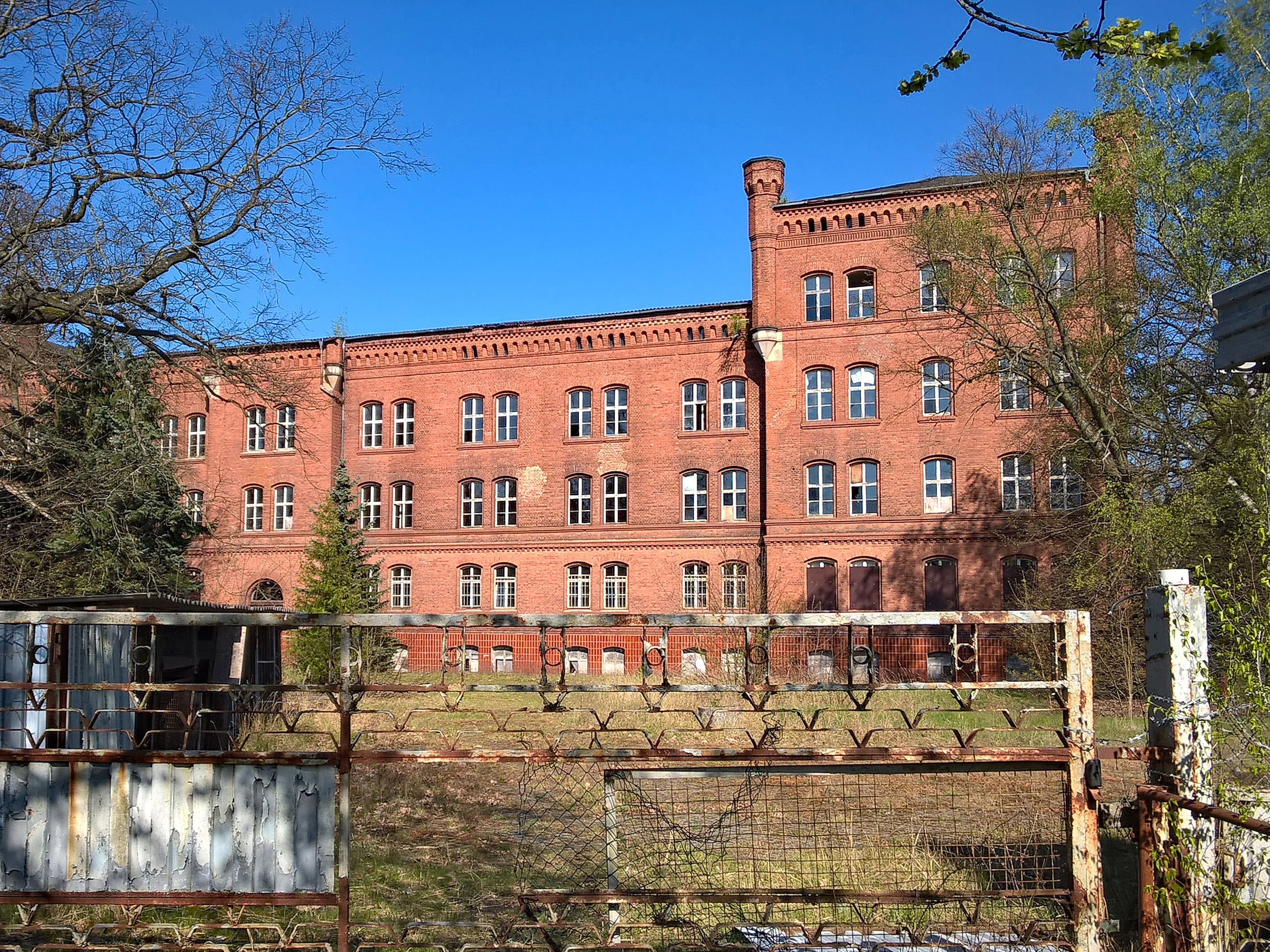
库默斯多夫的兵营遗址

库默斯多夫（德語：Kummersdorf，發音：[ˈkʊmɐsdɔʁf]）是德国勃兰登堡州阿姆梅伦塞的一个地方，位于柏林以南约25公里处，1945年之前一直是納粹德國陸軍的军事试验中心。